# Арджента
Арджѐнта (на италиански: Argenta, на местен диалект Arzènta, Ардзента) е град и община в северна Италия, провинция Ферара, регион Емилия-Романя. Разположен е на 4 m надморска височина. Населението на града е 22 578 души (към 2010 г.).